# 凯茜·弗里曼

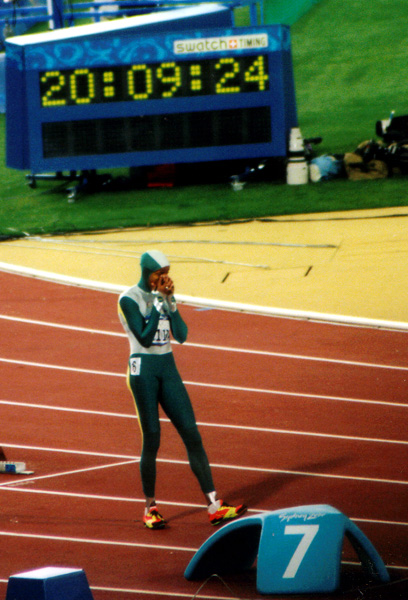
2000年夏季奧林匹克運動會田徑400公尺決賽

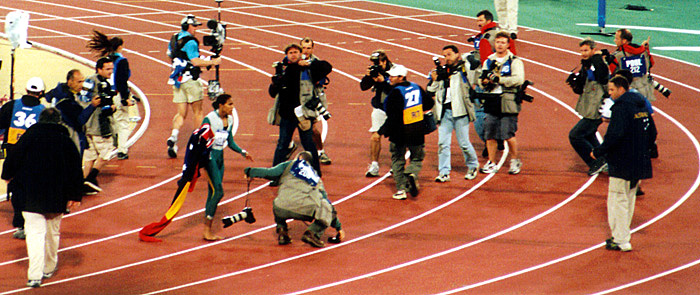
2000年夏季奧林匹克運動會田徑400公尺決賽

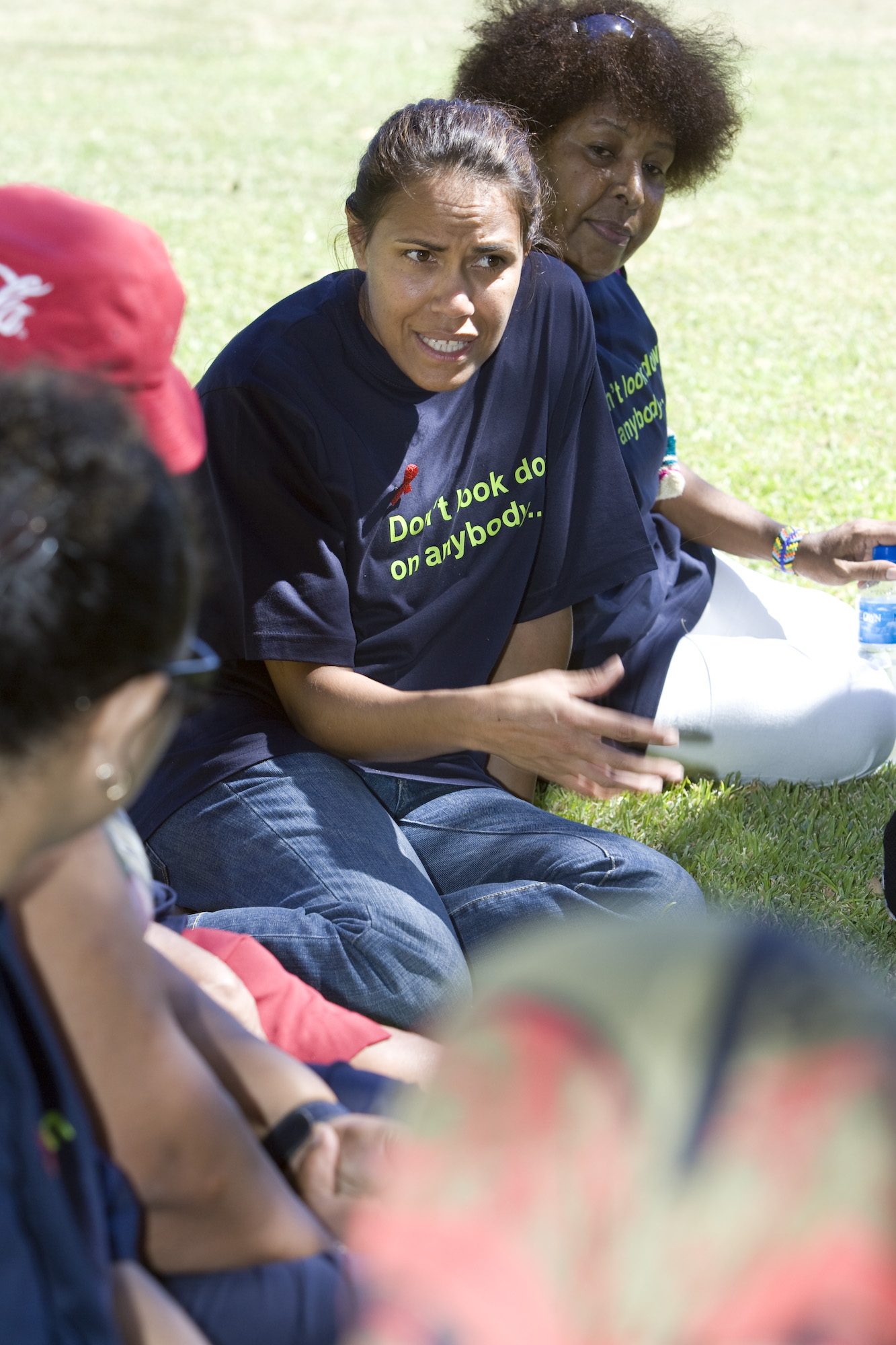
2008年5月

凯瑟琳·阿斯特里德·莎乐美·“凯茜”·弗里曼OAM（1973年2月16日—），澳大利亚土著田径运动员。弗里曼於1996年亞特蘭大奧運奪得400公尺銀牌，隨後在2000年悉尼奧運中奪得400公尺金牌。历史排名第八的她个人最佳成绩是在1996年奥运会上的48.63秒。

## 生平
1990年，16岁的弗里曼取得了英联邦运动会冠军，成为澳大利亚历史上第一个取得金牌的土著运动员。1994年是她成绩突飞猛进的一年。在那一年加拿大举行的英联邦运动会上，弗里曼获得了200米和400米双项冠军。她在1996年奥运会上取得了400米银牌，又在1997年田径世锦赛上取得了该项的金牌。1998年，弗里曼因伤病休息。时隔一年，在1999年重返赛场的她再次获得了世锦赛冠军。2000悉尼奥运会上，弗里曼取得了金牌。2003年，弗里曼宣布退役。
2007年，弗里曼创立了凯茜·弗里曼基金。

## 外部連結
- 凯茜·弗里曼在国际奥林匹克委员会的资料
- 凯茜·弗里曼在的頁面
- 凯茜·弗里曼的Instagram帳戶
- 官方网站
- Powerhouse Museum collection（页面存档备份，存于）